# Ptychocoleus heterophyllus
Ptychocoleus heterophyllus là một loài Rêu trong họ Lejeuneaceae. Loài này được A. Evans mô tả khoa học đầu tiên năm 1918.